# Remember (S.E.S. 專輯)
《Remember》是韓國女子團體S.E.S.的第六張韓語專輯，於2017年1月2日發行。此張專輯是該團體繼Choose My Life-U後，相隔十五年再次發行的原創專輯；以官方發行的專輯而言，則是繼Beautiful Songs精選輯後，相隔十四年再次發行的官方專輯。本張專輯是為了慶祝S.E.S.出道二十週年而重聚的企劃。

## 發展背景
2002年，S.E.S.的團體活動休止。2003年，成員Bada和柳真與SM娛樂的合約到期後，兩人皆決定不再續約，團體也隨之解散。解散後的三人分別以個人名義進行音樂和演戲活動。Shoo在2006年也離開了SM娛樂。
2007年，為慶祝成軍十週年，三人進行了短暫的重聚，並在2008年以團體身分參加韓國電視節目《Happy Sunday》。2009年又以團體身分出演《Come To Play》。2014年，Bada與Shoo再次以團體身分重聚，參加了《無限挑戰》的演出，當時柳真因懷孕無法參加，由少女时代成員徐玄代替其身分出場。
2016年5月28日，S.E.S.參加了慈善活動Green Heart Bazaar。同年10月，S.E.S.正式宣布將會以音樂活動正式回歸。11月23日，SM娛樂正式宣布將會為S.E.S.發行二十週年紀念專輯。

## 發行與宣傳
2016年11月28日，S.E.S.宣告回歸後的首支單曲《Love [story]》數位發行，做為回歸專輯發行前的宣傳單曲，並且為SM娛樂的數位單曲企劃《SM STATION》的一部分。《Love [story]》並非全新作品，而是S.E.S.過往代表作《I'm Your Girl》（1997年）和《Love》（1999年）的重製版本。《Love [story]》的官方音樂錄影帶在12月29日於SM娛樂的官方YouTube頻道釋出，其內容多為S.E.S.解散前的活動、音樂錄影帶剪輯。同一天，本專輯的兩首主打單曲〈Remember〉及〈Paradise〉預告影片，以及專輯宣傳照片同時釋出。2017年1月1日，主打單曲之一〈Remember〉的音樂錄影帶正式釋出。

## 引用來源
1. ↑  . allkpop.   [2016-12-29]. （原始内容存档于2016-12-28）.
2. ↑  . allkpop.   [2016-12-29]. （原始内容存档于2016-12-30）.
3. ↑  . allkpop.   [2016-12-29]. （原始内容存档于2016-12-30）.
4. ↑  . Korea Daily.   [2016-12-29]. （原始内容存档于2016-12-30） （韩语）.
5. ↑  . Soompi.   [2016-12-29]. （原始内容存档于2016-12-30）.
6. ↑  . Koogle TV.   [2016-12-29]. （原始内容存档于2016-12-30）.
7. ↑  . allkpop.   [2016-12-29]. （原始内容存档于2016-12-30）.
8. ↑  . Yibada.   [2016-12-29]. （原始内容存档于2016-12-30）.
9. ↑  . Dispatch. 2016-10-03  [2016-10-03]. （原始内容存档于2016-10-05） （韩语）.
10. ↑  . Soompi.   [2016-12-30]. （原始内容存档于2016-12-31）.
11. ↑  . allkpop.   [2016-12-29]. （原始内容存档于2016-12-30）.
12. ↑  . kmusic.   [2016-12-29]. （原始内容存档于2016-12-30）.
13. ↑  . detikHot.   [2016-12-29]. （原始内容存档于2016-12-30） （印度尼西亚语）.
14. ↑  . Wow Keren.   [2016-12-30]. （原始内容存档于2016-12-29）.
15. ↑  . Soompi.   [2016-12-31]. （原始内容存档于2017-01-01）.